# Hoonah-Angoon Census Area

Områdets läge i Alaska.

Hoonah-Angoon Census Area är ett folkräkningsområde i den amerikanska delstaten Alaska. Dess största ort är Hoonah. Området hade 2 174 invånare 2008, på en yta av 19 280 km². Området hette Skagway-Hoonah-Angoon Census Area fram till juni 2007, då Skagway bröt sig ur.
Hoonah-Angoon Census Area gränsar i nordväst till Yakutat, i nordöst till Haines och Juneau, i syd till Wrangel-Petersburg Census Area och i sydväst till Sitka. Området gränsar i öst även till British Columbia i Kanada.
Del av Glacier Bay nationalpark ligger i området.

## Städer och byar
- Angoon
- Cube Cove
- Elfin Cove
- Game Creek
- Gustavus
- Hobart Bay
- Hoonah
- Klukwan
- Pelican
- Tenakee Springs
- Whitestone Logging Camp